# Institut für internationale Angelegenheiten
Das Institut für internationale Angelegenheiten der Universität Hamburg (IIA) ist eine interdisziplinäre Forschungseinrichtung unter dem Dach des dortigen Fachbereichs Rechtswissenschaft. Das Institut ist in seiner heutigen Form im März 1973 durch einen Zusammenschluss der Forschungsstelle für Völkerrecht und ausländisches öffentliches Recht der Universität Hamburg mit dem vormaligen Institut für Auswärtige Politik entstanden.

## Geschichte
Die Wurzeln der Forschungsstelle für Völkerrecht und ausländisches öffentliches Recht liegen in dem 1908 gegründeten Hamburger Kolonialinstitut, dessen wissenschaftliche Einrichtungen in der 1919 ins Leben gerufenen Universität Hamburg aufgingen. 
Das vormalige Institut für Auswärtige Politik war im Gefolge der Pariser Friedenskonferenzen aufgrund eines Beschlusses der Hamburgischen Bürgerschaft vom 31. Januar 1923 gegründet worden. Diese erste Friedensforschungseinrichtung auf deutschem Boden sollte ähnlich wie das britische Royal Institute of International Affairs und das US-amerikanische Council on Foreign Relations mittels interdisziplinärer und empirischer Forschung die jüngste internationale Geschichte aufarbeiten und neue Leitlinien für eine friedensorientierte und demokratisch legitimierte Außenpolitik entwickeln. Mit Albrecht Mendelssohn Bartholdy konnte ein renommierter Völkerrechtler und Historiker als erster Institutsleiter gewonnen werden. Zu Mendelsohns Mitarbeitern gehörten Magdalene Schoch, Alfred Vagts, Hans von Dohnanyi, Theodor Haubach, Harriet Wegener und Paul Marc.
Das Institut überstand auch die auf die Entlassung Mendelssohn Bartholdys zum Jahresende 1933 folgende politische Vereinnahmung während des Dritten Reiches durch das Auswärtige Amt wie auch seine zeitweilige Verlegung nach Berlin und konnte nach dem Zweiten Weltkrieg unter dem Dach der Forschungsstelle für Völkerrecht und ausländisches öffentliches Recht der Universität Hamburg seinen Betrieb wieder aufnehmen. Beendet wurde diese interimistische Verwaltungslösung erst 1973, als mit dem Völkerrechtler Ingo von Münch und dem Politikwissenschaftler Klaus Jürgen Gantzel neue Lehrstuhlinhaber nach Hamburg berufen wurden, unter denen die Vereinigung der Forschungsstelle mit dem Institut vollzogen wurde.

## Aktuell
Das IIA gibt seit 1948 die vierteljährlich erscheinende Fachzeitschrift Archiv des Völkerrechts (AVR) heraus. Die frühere IIA-Bibliothek, die zahlreiche ältere Publikationen zur Geschichte der Internationalen Beziehungen und des Völkerrechts beinhaltet, ist mit ihren etwa 83.000 Bänden  seit dem 1. August 2005 in die Zentralbibliothek Recht der Universität Hamburg integriert und damit auch über den Online-Katalog der Staats- und Universitätsbibliothek Hamburg recherchierbar.  
Geschäftsführender Direktor ist derzeit (2018) Stefan Oeter.